# Dr.STONE (mùa 2)
Dr.STONE là một bộ phim truyền hình anime Nhật Bản do TMS Entertainment sản xuất, dựa trên bộ truyện tranh cùng tên, được viết bởi Riichiro Inagaki, minh họa bởi Boichi và xuất bản trên tạp chí Weekly Shōnen Jump của Shūeisha. 3.700 năm sau khi ánh sáng bí ẩn biến toàn bộ người trên thế giới thành tượng đá, cậu bé thiên tài Senku Ishigami thoát khỏi trạng thái hóa đá, khi thế giới đã trở thành "Thế giới Đá" và tìm cách xây dựng lại nền văn minh nhân loại từ đầu.
Phần thứ hai của Dr.STONE có tựa đề: Dr.STONE: Stone Wars, được phát sóng từ ngày 14 tháng 1 đến ngày 25 tháng 3 năm 2021. tập trung vào câu chuyện của phần "Stone Wars" trong manga, trong đó Senku và Dân làng Ishigami của Vương quốc Khoa học gây chiến với Vương quốc Sức mạnh của Tsukusa. Phần này được Crunchyroll phát trực tuyến trên toàn thế giới bên ngoài Châu Á, trong khi Funimation sản xuất một simuldub. Mùa thứ hai gồm 11 tập. Phần tiếp theo của bộ anime đã được công bố sau khi tập cuối cùng của mùa thứ hai được phát sóng. Bản lồng tiếng Anh của Stone Wars được phát sóng trên khối lập trình Toonami của Adult Swim từ ngày 16 tháng 5 đến ngày 25 tháng 7 năm 2021.
Bài hát mở đầu là "Rakuen" (楽園 n.đ. 'Thiên đường') do Fujifabric thể hiện, trong khi bài hát kết thúc là "Koe?" (声? n.đ. 'Giọng nói?') do Hatena (はてな) trình bày.

## Các tập
| TT. tổng thể | TT. trong mùa phim | Tiêu đề                                                                                             | Đạo diễn                   | Kịch bản phân cảnh bởi | Ngày phát hành gốc  | Ngày phát sóng tiếng Anh |
| ------------ | ------------------ | --------------------------------------------------------------------------------------------------- | -------------------------- | ---------------------- | ------------------- | ------------------------ |
| 25           | 1                  | "Stone Wars Beginning"                                                                              | Harada Nana                | Iino Shinya            | 14 tháng 1 năm 2021 | 16 tháng 5 năm 2021      |
| 26           | 2                  | "Hot Line"                                                                                          | Kawajiri Kentarō           | Kawajiri Kentarō       | 21 tháng 1 năm 2021 | 23 tháng 5 năm 2021      |
| 27           | 3                  | "Call from the Dead" Chuyển ngữ: "Shisha Kara no Denwa" (tiếng Nhật: 死者からの電話)                | Nabeshima Osamu            | Nabeshima Osamu        | 28 tháng 1 năm 2021 | 30 tháng 5 năm 2021      |
| 28           | 4                  | "Full Assault" Chuyển ngữ: "Zengun Shutsugeki" (tiếng Nhật: 全軍出撃)                               | Ikeda Tomomi               | Iino Shinya            | 4 tháng 2 năm 2021  | 6 tháng 6 năm 2021       |
| 29           | 5                  | "Steam Gorilla"                                                                                     | Kawajiri Kentarō           | Kawajiri Kentarō       | 11 tháng 2 năm 2021 | 13 tháng 6 năm 2021      |
| 30           | 6                  | "Prison Break"                                                                                      | Harada Nana                | Miyaji Masayuki        | 18 tháng 2 năm 2021 | 20 tháng 6 năm 2021      |
| 31           | 7                  | "Secret Mission" Chuyển ngữ: "Gokuhi no Misshon" (tiếng Nhật: 極秘のミッション)                     | Nabeshima Osamu            | Nabeshima Osamu        | 25 tháng 2 năm 2021 | 27 tháng 6 năm 2021      |
| 32           | 8                  | "Final Battle"                                                                                      | Harada Nana                | Naganuma Norihiro      | 4 tháng 3 năm 2021  | 4 tháng 7 năm 2021       |
| 33           | 9                  | "To Destroy and to Save" Chuyển ngữ: "Kowasu Mono Sukuu Mono" (tiếng Nhật: 壊すもの救うもの)        | Ikeda Tomomi & Iino Shinya | Iino Shinya            | 11 tháng 3 năm 2021 | 11 tháng 7 năm 2021      |
| 34           | 10                 | "Humanity's Strongest Tag Team" Chuyển ngữ: "Jinrui Saikyō no Taggu" (tiếng Nhật: 人類最強のタッグ) | Kawajiri Kentarō           | Kawajiri Kentarō       | 18 tháng 3 năm 2021 | 18 tháng 7 năm 2021      |
| 35           | 11                 | "Prologue of Dr. Stone"                                                                             | Harada Nana                | Iino Shinya            | 25 tháng 3 năm 2021 | 25 tháng 7 năm 2021      |

## Tập tóm tắt đặc biệt
| TT. tổng thể | TT. trong mùa phim | Tiêu đề | Ngày phát hành gốc   |
| ------------ | ------------------ | --- | -------------------- |
| 24.5         | 0                  | "Eve of the Battle Special Feature" Chuyển ngữ: "Kaisen Zen'ya Supesharu Eizō" (tiếng Nhật: 開戦前夜スペシャル映像) | 11 tháng 10 năm 2020 |

## Băng đĩa

### Tiếng Nhật
| Tiêu đề | Tiêu đề        | Discs | Số tập | Ngày phát hành      | Ref.   |
| ------- | -------------- | ----- | ------ | ------------------- | ------ |
|         | 2nd Season Box | 4     | 1–11   | 26 tháng 5 năm 2021 | [ 14 ] |

### Tiếng Anh
| Tiêu đề | Tiêu đề | Discs                         | Tập  | Ngày phát hành bản thường | Ngày phát hành bản giới hạn | Ref.          |
| ------- | ------- | ----------------------------- | ---- | ------------------------- | --------------------------- | ------------- |
|         | Mùa 2   | 2 (BD); 2 (DVD, limited only) | 1–11 | 15 tháng 3 năm 2022       | 15 tháng 3 năm 2022         | [ 15 ] [ 16 ] |